# Everybody (canción de Madonna)
«Everybody» es una canción interpretada por la cantante estadounidense Madonna, incluida en su álbum debut homónimo. La compañía discográfica Sire Records, filial de Warner Bros., la publicó el 6 de octubre de 1982 como su sencillo debut. Fue compuesta por la cantante y producida por el DJ Mark Kamins. Madonna había grabado una maqueta de la canción con Stephen Bray e instó a Kamins a tocarla en la discoteca donde trabajaba; este quedó impresionado por la canción y la llevó a Sire Records, quien le firmó un acuerdo de dos canciones. Sin embargo, después de que la grabación de los dos sencillos estuviera terminada, el ejecutivo de Sire, Michael Rosenblatt, no estuvo impresionado con la producción de la otra canción y decidió publicar solo «Everybody».
Mediante la incorporación de ritmos R&B en la música y sin incluir su imagen en la portada, la mercadotecnia para la canción daba la impresión de que Madonna era una artista negra. Sin embargo, esta idea no se mantuvo mucho tiempo, ya que la cantante, posteriormente, convenció a los ejecutivos de Sire de rodar un vídeo musical para la canción. El videoclip, de bajo presupuesto y dirigido por Ed Steinberg, muestra a Madonna y sus amigos en una discoteca interpretando y bailando la canción. Esto consiguió darle más promoción a la canción y a Madonna como artista.
Críticamente, la canción no recibió ningún reconocimiento y no pudo entrar en la lista oficial de los Estados Unidos, Billboard Hot 100; no obstante, ingresó en el conteo de música dance de la revista. Asimismo, «Everybody» hizo que Madonna apareciera por primera vez en una revista de baile. La artista la ha interpretado varias veces en directo; la presentó durante la gira de 1985 The Virgin Tour y, ocho años después, como la canción final de The Girlie Show World Tour (1993). Además, la tocó en el festival Coachella Valley Music and Arts de 2006. Una remezcla del tema figuró en el álbum You Can Dance (1987) y en la edición de lujo del recopilatorio de 2009, Celebration.

## Antecedentes

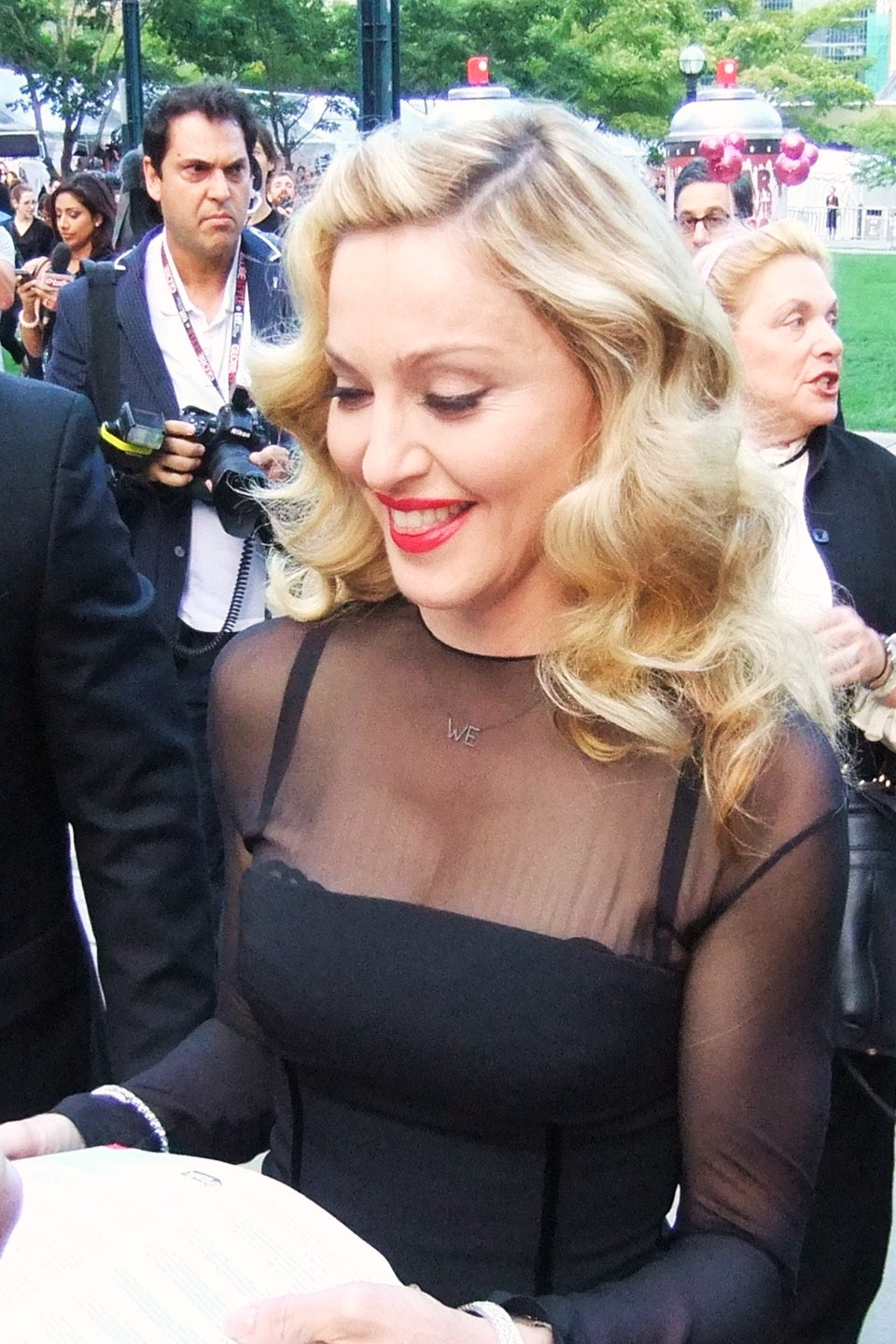
«Everybody» le permitió a Madonna (fotografiada en 2011) embarcarse en una carrera musical internacional

En 1982, Madonna, de veinticuatro años, se encontraba viviendo en Nueva York tratando de comenzar su carrera musical. La acompañó Stephen Bray, su entonces novio de Detroit, quien se convertiría en el baterista de la banda de hard rock Breakfast Club. Después de esto, la banda fue contratada por la agencia de talentos Gotham Records, con el plan de buscar una nueva dirección musical. Decidieron buscar un futuro en el género funk, pero la compañía no estuvo satisfecha con sus habilidades musicales y fueron despedidos, lo que llevó a Madonna y a Bray a abandonar la banda. Por otro lado, la cantante había compuesto y trabajado en algunas canciones propias; entre ellas, había hecho maquetas de tres pistas: «Everybody», «Ain't No Big Deal» y «Burning Up». En ese entonces, frecuentaba la discoteca Danceteria en Nueva York y fue ahí donde logró convencer al DJ Mark Kamins de que tocara la canción «Everybody», que fue bien recibida por el público. Después, le ofreció a Madonna conseguirle un contrato, bajo la condición de le que dejara producir el sencillo. Más tarde la llevó con Chris Blackwell, dueño de Island Records, pero se negó a contratarla. Este rechazo llevó a Madonna a la discográfica Sire Records; Michael Rosenblatt, el director de A&R de esa compañía, comentó:

Madonna es genial. Hará lo que sea por ser una estrella, y eso es exactamente lo que busco en un artista: cooperación total... Con Madonna, sabía que tenía a alguien ardiente y cooperativo, por lo que planeé construir su carrera con sencillos, y no solo lanzar un álbum enseguida y correr el riesgo del desastre.

Rosenblatt le ofreció 5000 USD por adelantado, más 1000 USD en regalías por cada canción que ella escribiera. Al final, Madonna logró conseguir un contrato por dos sencillos de 12" por parte del presidente de Sire Records, Seymour Stein, quien, tras haber escuchado «Everybody» en un hospital de Lenox Hill, quedó impresionado por su forma de cantar. Kamins produjo el sencillo en el Bob Blank's Blank Tapes Studio en Nueva York. En ese entonces se encontraba en una relación amorosa con la artista y reemplazó a Stephen Bray como el productor oficial de la canción. La nueva grabación contaba con una duración de 5:56 en un lado y otra que duraba 9:23 en el otro. Ambos tuvieron que grabar el sencillo a sus propios costos. Arthur Blake, un amigo de Kamins, lo guío en su nuevo papel de productor musical e inclusive le proporcionó al músico de estudio Fred Zarr, quien se encargaría de tocar el teclado y posteriormente acabaría tocando en todas las canciones del álbum. Debido al presupuesto restringido, la grabación del sencillo fue un proceso complicado, ya que Madonna no entendía las indicaciones de Kamins, quien a la vez estaba enfrentando algunos problemas al momento de dirigir y producir, lo cual causó que el lado A del sencillo, «Ain't No Big Deal» no obtuviera el éxito esperado. Michael Rosenblatt, de Sire, originalmente quería lanzar «Everybody» con «Ain't No Big Deal» en el otro lado, pero cambió de parecer tras oír la versión grabada de este último tema, y puso a «Everybody» en ambos lados del vinilo. El tema se lanzó comercialmente al mercado el 6 de octubre de 1982.

## Composición
«Everybody» comienza con una introducción hablada llena de sintetizadores, y en la que Madonna toma una gran bocanada de aire. En la canción la artista demostró tener una voz apropiada para el bubblegum pop que además se grabó en pista doble. Está compuesta en la tonalidad de la menor, la melodía empieza partir de la nota sol y aumenta al segundo grado de escala en la sílaba «bo» de la palabra «Everybody», resaltando así el estribillo, que a la vez sigue una progresión armónica de sol-la-si-sol. «Everybody» también incorpora arreglos y ritmos del género R&B. Sire Records decidió usar la naturaleza de música soul y dance de la canción para dirigirla al público negro, siendo Madonna promovida como una artista afrodescendiente y poder llevar la canción a estaciones de radio de tipo similares. En Nueva York, se tocó la canción en la estación de radio 92 KTU, que contaba con un gran público afrodescendiente. Para la portada del sencillo, Sire Records se encargó de crear un collage hip hop del centro de Nueva York, en lugar de mostrar una fotografía de Madonna, lo que dio la idea de que la cantante era afrodescendiente.

## Recepción crítica
| Estaba viviendo en el Upper West Side, en la 99 y Riverside, y alrededor de las 7 de la noche tenía la radio en mi habitación, en la estación WKTU, y escuché «Everybody». Dije «¡Dios mío, soy yo la que sale de esa caja!». Fue un sentimiento increíble. —Madonna hablando de la primera vez que escuchó «Everybody» en la radio. |

Rikki Rooksby, en su libro The Complete Guide to the Music of Madonna, comentó que la canción cerraba el álbum Madonna de una manera poco interesante y calificó a la música como artificial, repetitiva y aburrida. En su reseña del álbum, Don Shewey de la revista Rolling Stone comentó: «Madonna [...] tiene una voz a la que cuesta un poco acostumbrarse. Al principio, no parece la gran cosa; luego, descubres una característica distintiva, un hipo aniñado que la cantante utiliza repetidamente hasta que se vuelve muy irritante. Finalmente te engancha y comienzas a esperar esa pausita tonta en su voz». En la biografía de la cantante, J. Randy Taraborrelli dijo que la canción era una llamada rítmica a la fiesta. Santiago Fouz-Hernández, en su libro Madonna's Drowned Worlds, elogió el estribillo y dijo que «Everybody» y «Music» (2000) son los dos sencillos de Madonna que han definido su estilo artístico. Jairo Soto Hernández, de El Heraldo, notó que en la canción se podía encontrar una muestra de las ideologías de Madonna, olvidar los problemas y ser libre en la pista de baile, específicamente en las líneas Let the music take control (…) You can turn your troubles upside down, y la describió como «pegajosa y con sonidos muy interesantes». Similarmente, Katie Atkinson de Billboard declaró que «el primer sencillo de Madonna estableció el tono para la mayor parte de su catálogo; persuadiendo a la gente a perderse en el baile e iniciando el tema de la inclusión que sigue siendo fundamental en su mensaje de hoy en día: no hay separación de clase, género, raza, sexualidad o cualquier otra etiqueta cuando todos estamos sudando juntos en la pista de baile».
Hunter Hauk de Dallas Observer, lo ubicó en la primera posición de su lista de los «20 mejores temas de Madonna que no escucharás en el Super Bowl», creado días antes de la presentación de la cantante en la 46.ª edición del Super Bowl, y comentó que «después de tantos años, su primer sencillo permanece como uno de sus más puros y más llenos de locura». Mark Lore, del Portland Mercury, dijo que «Everybody» y «Burning Up» eran «verdaderas gemas, himnos de Nueva York que fueron tristemente eclipsados por los brillantes clásicos "Borderline" y "Holiday"». De la revista Parade, Samuel R. Murrian lo ubicó en el puesto 24 de la lista de los 100 mejores sencillos de Madonna y lo llamó «una irresistible invitación a la fiesta». Un editor de la edición colombiana del sitio Terra Networks comentó que la importancia de la canción «es mayor si se tiene en cuenta que constituyó el precedente inmediato del megaéxito Like a Virgin (1984), un número 1 con clásicos como "Material Girl" y el tema que da título al disco, con los que provocó el sonrojo de la industria y colocaron a Madonna en la auténtica pista de lanzamiento hacia el cetro de "reina del pop" con sus desinhibidas letras y presentaciones». Ricardo Marin, de la estación de radio mexicana Ibero 90.9, elogió la progresión armónica y opinó que «remite completamente a los 80 [...] los suaves meneos de cabeza que provoca —usualmente junto con pequeñas sonrisas— no incomodan ni se sienten anacrónicos, sino invitan al baile y goce vigente». Jon Pareles, del New York Times, opinó que «es una canción para cantar y pasársela bien, [...] no una provocación». Ed Masley, de The Arizona Republic, elogió su voz «bendecida con exuberancia juvenil» y calificó al tema como un ejemplo del «dance pop clásico de principios de los 80». Para The Quietus, Matthew Lindsay lo llamó una «oda, parecida a una canción de cuna, a las discotecas».
Guillermo Alonso, de la edición española de la revista Vanity Fair, aprobó la producción y dijo que «la melodía es tan tarareable como facilona». Louis Virtel, de NewNowNext, la ubicó en la segunda posición en el conteo de los 100 temas más destacados de la intérprete; opinó que mostraba los «innegables talentos musicales» de Madonna y que logró posicionarla como una «emperatriz legítima del disco». En 2008, Sebas E. Alonso, de Jenesaispop, la colocó en la posición 40 de su lista de las cuarenta mejores canciones de la artista; comentó que se trataba de uno de los ejemplos más evidentes de los «sonidos negros» que Madonna presentó a principios de su carrera. Diez años después, el mismo autor volvió a incluirlo, pero en el puesto 45 de los 60 mejores de la artista, en conmemoración por su 60.º cumpleaños; al respecto, declaró que era «una suma de loops hipnóticos entre el funk y el R&B, además de un bajo bastante Blondie circa "Heart of Glass" [...] "Everybody" ha sido reivindicada como precedente de "Music" o "Hung Up", y ella se ha apañado para convencernos de que fue un tema avanzado a su tiempo en lugar de una imitación post-disco». Matthew Rettenmund, de Boy Culture, la incluyó en la sexta posición de «La inmaculada percepción: cada canción de Madonna, de peor a mejor», una lista creada sobre las 221 pistas grabadas por la intérprete, desde sus primeros comienzos en 1980 hasta el año 2012. Al respecto, comentó que «ninguno de sus sencillos posteriores puede igualar la universalidad de este himno a la pista de baile». En una reseña más crítica, Mike Wass de Idolator sostuvo que si bien «todo lo que Madonna tocó en los años 80 se convirtió en oro, y ["Everybody"] no fue la excepción, simplemente no está en la misma liga que clásicos como "Lucky Star" o "Borderline"».

## Recepción comercial
El sencillo de 12" de «Everybody» no logró entrar en la lista oficial de Estados Unidos, Billboard Hot 100. El 25 de diciembre de 1982, alcanzó el séptimo lugar del conteo Bubbling Under Hot 100 Singles. Además, tuvo éxito en las listas dance de Billboard, y se convirtió en el primero de Madonna en entrar a la Dance Club Songs, donde ocupó la tercera posición. Una de las primeras estaciones de radio en aceptar la canción fue WKTU, que la describió como una «adquisición importante para las listas de reproducción» en la edición del 11 de diciembre de 1982 de la revista Billboard, que reflejaba la lista de reproducción de la semana del 30 de noviembre. Para septiembre de 1983, la revista Radio & Records reportó que se habían vendido más de 150 000 copias del sencillo. Desde su lanzamiento, se han vendido alrededor de 250 000 copias, lo que ayudó a Madonna a conseguir su primera portada de revista. En la edición de diciembre de la revista Dance Music Report, Madonna y otra banda, Jeckyll & Hyde, fueron nominados para un premio en la categoría de ventas de una encuesta realizada a los lectores, y fue Madonna quien apareció en la portada de dicha edición.

## Vídeo musical

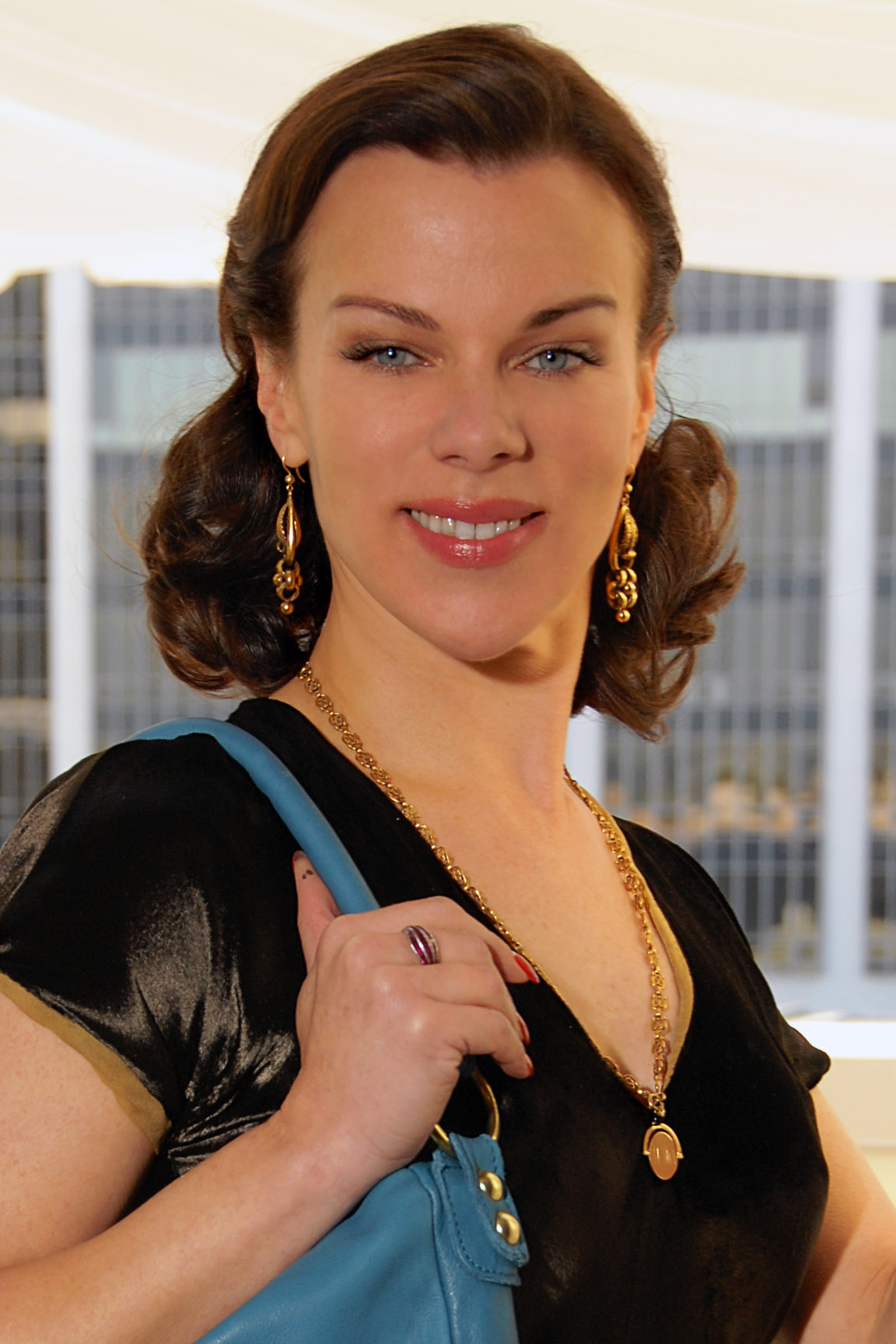
La actriz y amiga íntima de Madonna, Debi Mazar (fotografía), participó en el vídeo musical de «Everybody», el cual sirvió para aclarar el error del público de que Madonna era afrodescendiente

Debido a que Sire Records había llevado a pensar al público que Madonna era una artista negra, el vídeo musical de «Everybody» sirvió para aclarar este error. En cuanto a la importancia de filmar un videoclip para la canción, la artista comentó: «Si no tuviera un vídeo, creo que todos los chicos en el Medio Oeste no sabrían nada de mí. Ocupa el lugar de salir de gira. Todo el mundo los ve en todos lados. Eso tiene mucho que ver con el éxito de mi álbum». Invitó a los ejecutivos de Sire Records, entre ellos a Stein y a Rosenblatt, a la discoteca de Nueva York Danceteria, donde cantó «Everybody» en la pista de baile, mientras usaba un sombrero de copa blanco y borlas. En la noche de la actuación, su amigo Haoui Montaug se encargó de presentarla al público de 300 personas. La actuación consistió de Madonna y sus bailarines realizando movimientos de baile coreografiados; fue bien recibida por el público y fue descrita como «una actuación disco respaldada por bailarines vanguardistas». Tras ver la actuación, los ejecutivos de Sire se dieron cuenta de que Madonna también era atractiva y ordenaron que se grabara un vídeo para mandarlo a discotecas de todo el país que, en ese entonces, utilizaban videoclips de baile.
Rosenblatt se puso en contacto con Ed Steinberg, el encargado de la Rock America Video Company, y le preguntó si podía tomarse unas horas para grabar una de las próximas actuaciones de Madonna en la Danceteria. La idea era transmitirlo por todo Estados Unidos como promoción, para que el público se familiarizara con la imagen de la cantante y sus actuaciones. Rosenblatt le ofreció a Steinberg 1000 USD para el vídeo, un presupuesto bastante bajo comparado con el de artistas como Michael Jackson y Duran Duran, quienes habían llegado a gastar cifras de hasta seis dígitos. Finalmente, acordaron en un presupuesto de 1500 USD, y se asignó a Steinberg como director. Sugirió grabarlo en Paradise Garage, una discoteca gay, en lugar de solo grabar una interpretación en directo. La actriz y amiga de Madonna, Debi Mazar, se encargó del maquillaje y formó parte de los bailarines de fondo junto a Erika Belle y Bagz Riley. Durante la grabación, Mazar trajo a algunos de sus amigos, entre los cuales figuraba el grafitero Michael Stewart, para que fueran el público. A Steinberg le impresionó el profesionalismo de Madonna durante la filmación, y ayudó a mandar copias de cintas de la actuación a discotecas por todo Estados Unidos que usaban vídeos de música dance. Esta promoción ayudó a «Everybody» a dejar de ser un éxito local y convertirse en uno nacional.
Inicia con Madonna y sus dos bailarines bailando en una discoteca, mientras las luces parpadean en el fondo, y continúa con tomas de primer plano intercaladas de Madonna bailando, utilizando una chaqueta y joyería metálica. El autor Douglas Kellner, en su libro Media Culture: Cultural Studies, Identity, and Politics Between the Modern and the Postmodern, declaró que con su primer vídeo musical, Madonna ya estaba desplegando la moda, la sexualidad y la construcción de una imagen individual para presentarse como un objeto transgresor de las normas establecidas. José Casesmeiro Osorio, de la revista Shangay Express, destacó que en el video se podía observar «una primera Madonna, que está lejos del escándalo y que muestra unos pasos de baile bastante pobres y de una elaboración bastante sencilla».

## Presentaciones en directo

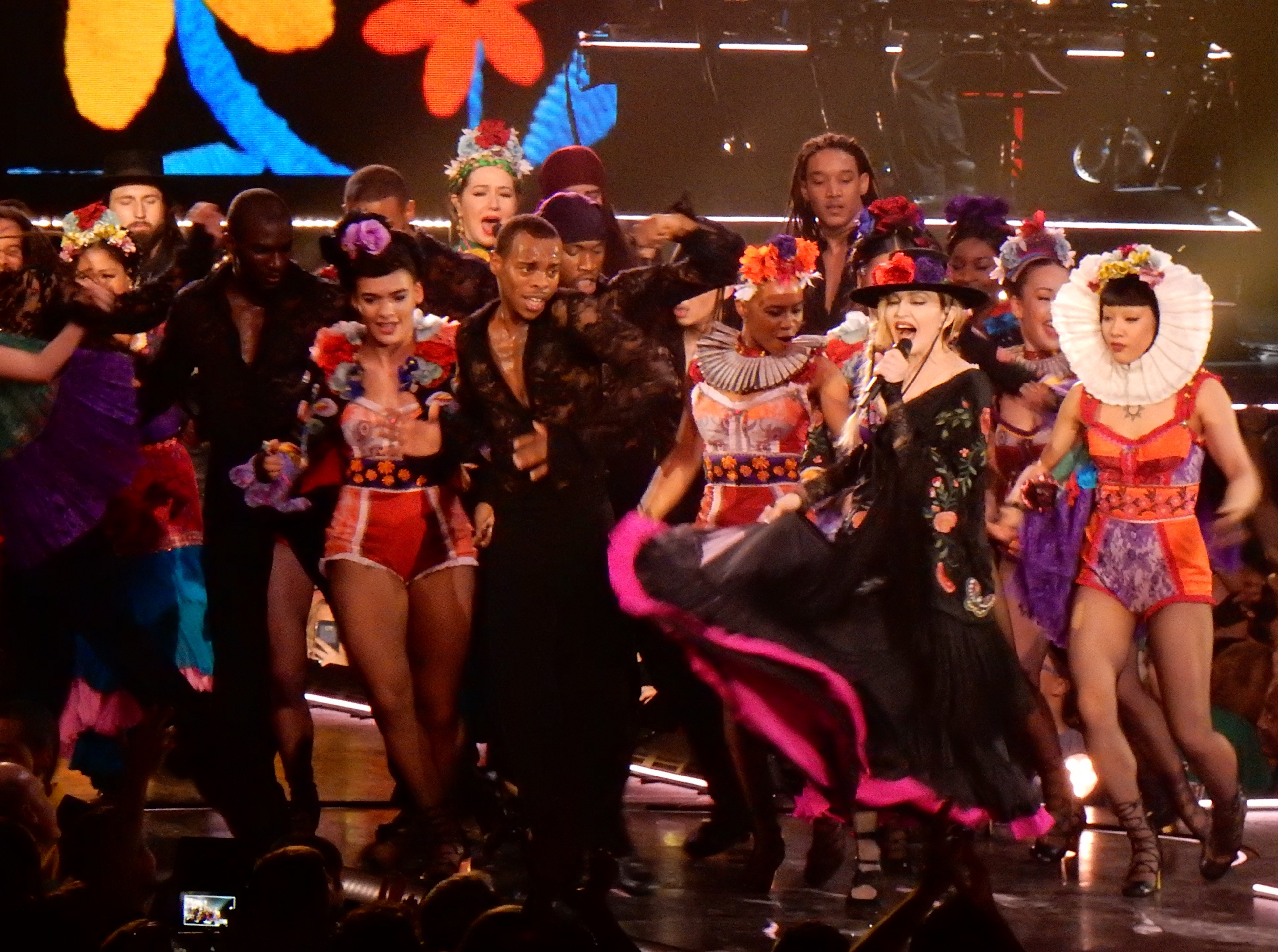
Durante las tres primeras fechas del Rebel Heart Tour (2015-2016), «Everybody» formó parte de un popurrí que también incluía los temas «Dress You Up», «Into the Groove» y «Lucky Star»

La primera presentación en vivo de «Everybody» se llevó a cabo el 16 de diciembre de 1982, en la fiesta Haoui Montaug’s No Entiendes del club Danceteria. En 1983, la cantante interpretó el sencillo en los programas de televisión Dancin 'on Air y Di Gei Musica, así como en los clubes Studio 54, The Roxy, Paradise Garage, Uncle Sam's, Roseland Ballroom de Manhattan, Nueva York y Camden Palace de Londres. «Everybody» se incluyó en las giras The Virgin (1985) y The Girlie Show World Tour (1993). En la primera, figuró como la cuarta canción del repertorio. Después de «Into the Groove», la cantante tomó el micrófono, cantó el tema y bailó por todo el escenario. Usó un sostén negro abajo de un top azul transparente, una falda verde, medias de encaje y una chaqueta de estampado colorido y brillante con distintos crucifijos que le colgaban del cabello, cuello y orejas. Esta interpretación figuró en su primer álbum de vídeo, Madonna Live: The Virgin Tour. Durante la gira Blond Ambition World Tour de 1990, el fragmento de la canción Dance and sing, get up and do your thing se incluyó al principio del número de apertura, «Express Yourself» (1989). Para el Girlie Show de 1993, pasó a ser la última canción del concierto; empezaba después de «Justify My Love» (1990) y contenía al principio un verso de «Everybody Is a Star» de Sly & the Family Stone. Durante la canción se incorporaron samples de «Dance to the Music», «After the Dance» y «It Takes Two». La cantante vistió pantalones cortos y una camisa de cuello V de color amarillo y verde, que luego se quitaba para revelar un sostén negro. En su reseña del concierto en la ciudad de Nueva York, Jon Pareles describió el número como «francamente muy divertido». El espectáculo en Sídney (Australia) fue grabado y la pista se incluyó en el vídeo The Girlie Show - Live Down Under.
Doce años después, durante el Festival de Coachella de 2005 y como parte de la promoción de su décimo álbum de estudio, Confessions on a Dance Floor, Madonna volvió a tocar «Everybody». Ese mismo año, se presentó en el KoKo Club de Londres, donde también la interpretó. Vestía en un conjunto rosado de chaqueta, pantalones pirata y botas con taco alto; antes de interpretar la canción, comentó: «Siento que no estoy en forma en este momento, no me gusta caerme de los caballos, así que voy a cantar una canción más». El 22 de noviembre de 2008, en un concierto de la gira Sticky & Sweet Tour en Atlantic City, tras una petición de los espectadores, volvió a cantarla en versión a capela. El 6 de octubre de 2012, en el show de San José, California del MDNA Tour, la cantó para celebrar el aniversario de la canción. Al respecto, la artista dijo: «Hoy es un día muy especial para mí. Es el trigésimo aniversario del lanzamiento de mi primer sencillo. Recuerdo la increíble sensación que tuve cuando escuché la canción en la radio por primera vez». Finalmente, en las tres primeras fechas de la gira de 2015 y 2016 Rebel Heart Tour —dos en Montreal y una en Washington D. C.—, «Everybody» formó parte de un popurrí de estilo flamenco que también incluía los temas «Dress You Up», «Lucky Star» e «Into the Groove». La cantante usó un conjunto inspirado en la cultura gitana: un chal, guantes de encaje, una falda negra larga, un sombrero con flecos de seda y botas de cuero de tacón alta hasta las rodillas. En su reseña al concierto del Verizon Center en Washington D. C., Joey DiGuglielmo, del periódico Washington Blade, llamó a la presentación «una grata sorpresa».

## Lista de canciones y formatos
| Sencillo de 12" |                              |          |  |
| N.º             | Título                       | Duración |  |
| 1.              | «Everybody» (versión de 12") | 6:00     |  |
| 2.              | «Everybody» (versión dub)    | 9:23     |  |

| Vinilo de 7" |                              |          |  |
| N.º          | Título                       | Duración |  |
| 1.           | «Everybody» (versión de 12") | 3:58     |  |
| 2.           | «Everybody» (instrumental)   | 4:13     |  |

| Sencillo de 12" |                           |          |  |
| N.º             | Título                    | Duración |  |
| 1.              | «Everybody» (remezcla)    | 6:16     |  |
| 2.              | «Everybody» (versión dub) | 5:59     |  |

| Sencillo de 7" |                           |          |  |
| N.º            | Título                    | Duración |  |
| 1.             | «Everybody» (Remix Edit)  | 3:20     |  |
| 2.             | «Everybody» (versión dub) | 4:40     |  |

| Maxisencillo |                            |          |  |
| N.º          | Título                     | Duración |  |
| 1.           | «Everybody»                | 5:56     |  |
| 2.           | «Everybody» (instrumental) | 9:23     |  |

| Maxisencillo |                           |          |  |
| N.º          | Título                    | Duración |  |
| 1.           | «Everybody»               | 6:00     |  |
| 2.           | «Everybody» (versión dub) | 9:23     |  |

## Posicionamiento en listas
| País (Lista 1983)                               | Mejor posición |
| ----------------------------------------------- | -------------- |
| Estados Unidos (Bubbling Under Hot 100 Singles) | 7              |
| Estados Unidos (Dance Club Songs)               | 3              |

## Créditos
- Madonna: voz, composición.
- Mark Kamins: productor.
- Butch Jones: ingeniería.
- Dean Gant, Fred Zarr y Ed Walsh: sintetizadores.
- Dean Gant y Fred Zarr: efectos, piano.
- Reggie Lucas y Ira Siegal: guitarra.
- Bobby Malach: saxofón.
- Gwen Guthrie, Norma Jean Wright, Madonna, Brenda White y Chrissy Faith: coristas.

Créditos adaptados de las notas de Madonna.